# Embarcadère de Kowloon City

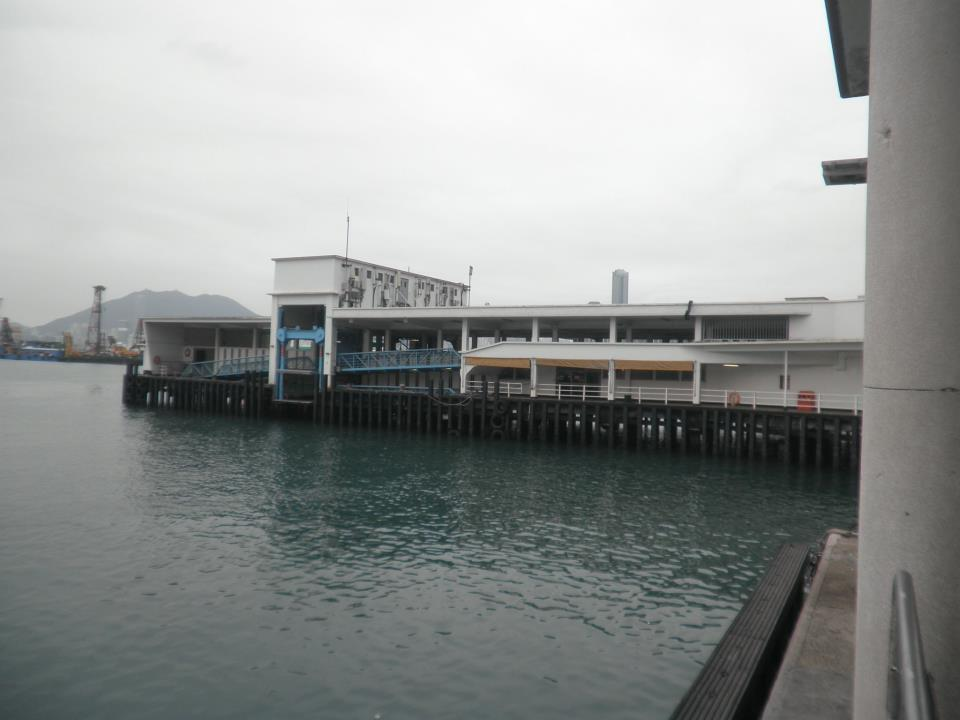
L'embarcadère de Kowloon City en 2012.

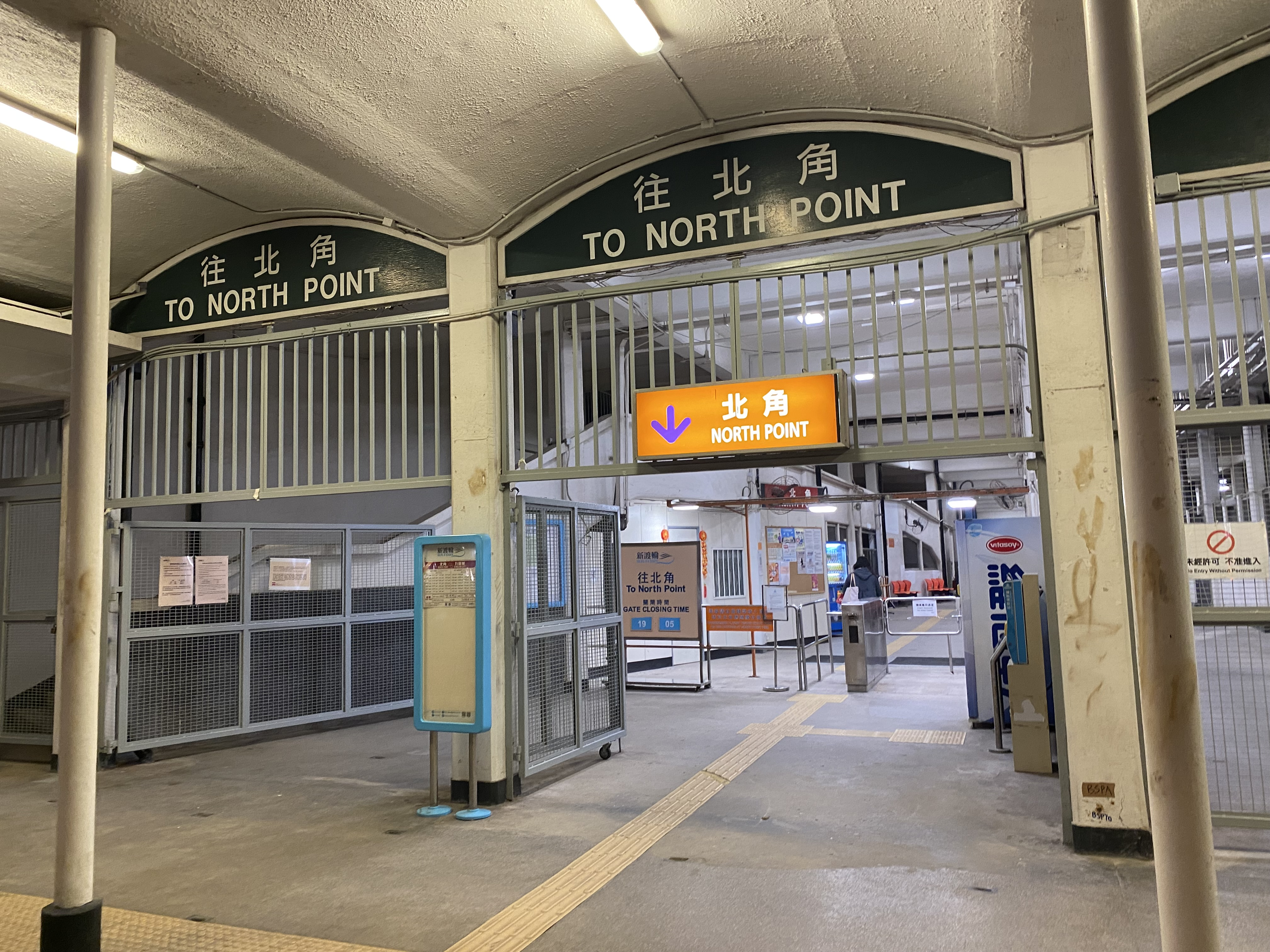
L'entrée de l'embarcadère en 2023.

L'embarcadère de Kowloon City (九龍城碼頭) est situé à Hong Kong dans le quartier de Ma Tau Kok (en) à Kowloon City, plus précisément au nord du parc de Hoi Sham (en) et à l'est du corridor d'East Kowloon (en).

## Histoire
L'embarcadère est mis en service en 1956 et est le premier embarcadère permanent construite à Hong Kong après la Seconde Guerre mondiale. Il y avait des services de ferry vers Wan Chai (en), North Point et Tai Koo Shing (en) (puis plus tard Sai Wan Ho (en)) et un service de ferry pour véhicules vers North Point (qui cesse ses activités en 1998),.

## Destinations actuelles
L'embarcadère ne dispose actuellement que d'un seul service de ferry, vers North Point, exploité par la New World First Ferry (en). Il y a une gare routière à l'extérieur de l'embarcadère.